# Lokationsklasse
Eine Lokationsklasse, auch Lokationsfamilie, Translationsklasse oder Translationsfamilie genannt, ist eine spezielle Verteilungsklasse in der mathematischen Statistik. Anschaulich entstehen Lokationsklassen dadurch, dass eine vorgegebene Wahrscheinlichkeitsverteilung um einen gewissen Wert verschoben wird. Die Menge all dieser verschobenen Wahrscheinlichkeitsverteilungen bildet dann die Lokationsklasse. Ein stochastisches Modell, dessen Verteilungsklasse eine Lokationsklasse ist, wird ein Lokationsmodell genannt.
Lokationsklassen finden beispielsweise Verwendung bei der Untersuchung von äquivarianten Schätzern und translationsinvarianten Schätzern und gehören zu den Q-invarianten Verteilungsklassen.

## Definition

### Auf den reellen Zahlen
Gegeben sei eine Wahrscheinlichkeitsverteilung {\displaystyle P} auf {\displaystyle (\mathbb {R} ,{\mathcal {B}}(\mathbb {R} ))}. Definiere
{\displaystyle P_{\vartheta }(B):=P(B-\vartheta ){\text{ für }}\vartheta \in \mathbb {R} }
oder äquivalent mit der Dirac-Verteilung {\displaystyle \delta _{\vartheta }} in {\displaystyle \vartheta }
{\displaystyle P_{\vartheta }:=(P*\delta _{\vartheta })}.
Hierbei bezeichnet {\displaystyle *} die Faltung der Wahrscheinlichkeitsmaße. Dann heißt
{\displaystyle {\mathcal {P}}_{L}:=\{P_{\vartheta }\,|\,\vartheta \in \mathbb {R} \}}
die von {\displaystyle P} erzeugte Lokationsklasse.

### In höheren Dimensionen
Für ein Wahrscheinlichkeitsmaß {\displaystyle P} auf {\displaystyle (\mathbb {R} ^{n},{\mathcal {B}}(\mathbb {R} ^{n}))} definiert man
{\displaystyle P_{\vartheta }(B):=P(B-\mathbf {1} \cdot \vartheta )},
wobei {\displaystyle \mathbf {1} } den Einsvektor bezeichnet, also einen Vektor in {\displaystyle \mathbb {R} ^{n}} mit nur Einsen als Einträgen. Analog zu oben heißt dann
{\displaystyle {\mathcal {P}}_{L}:=\{P_{\vartheta }\,|\,\vartheta \in \mathbb {R} \}}
die von {\displaystyle P} erzeugte Lokationsklasse.

## Beispiel
Sei {\displaystyle P} eine Standardnormalverteilung, also {\displaystyle P={\mathcal {N}}(0,1)} in Verteilung. Dann ist
{\displaystyle P_{\vartheta }(B)=P(B-\vartheta )=\int _{B-\vartheta }{\tfrac {1}{\sqrt {2\pi }}}\exp \left(-{\tfrac {1}{2}}x^{2}\right)\mathrm {d} \lambda (x)=\int _{B}{\tfrac {1}{\sqrt {2\pi }}}\exp \left(-{\tfrac {1}{2}}(x-\vartheta )^{2}\right)\mathrm {d} \lambda (x)}.
Also ist {\displaystyle P_{\vartheta }={\mathcal {N}}(\vartheta ,1)}, die Lokationsklasse besteht somit genau aus den Normalverteilungen mit Varianz eins und Erwartungswert {\displaystyle \vartheta }:
{\displaystyle {\mathcal {P}}_{L}=\{{\mathcal {N}}(\vartheta ,1)\,|\,\vartheta \in \mathbb {R} \}}.
Zu beachten ist jedoch, dass nicht bei allen Verteilungen wie im obigen Beispiel eine Verschiebung um {\displaystyle \vartheta } auf der x-Achse mit einer Veränderung des Lageparameters der Verteilung um {\displaystyle \vartheta } übereinstimmt. Beispiels hierfür wäre die geometrische Verteilung mit dem Erwartungswert als Lageparameter.

## Eigenschaften
Gegeben sei ein Wahrscheinlichkeitsmaß {\displaystyle P} sowie die erzeugte Lokationsklasse {\displaystyle {\mathcal {P}}_{L}}. Dann gilt:
- {\displaystyle {\mathcal {P}}_{L}} ist genau dann eine dominierte Verteilungsklasse, wenn {\displaystyle P} dominiert ist, das heißt absolut stetig bezüglich eines σ-endlichen Maßes.
- Stärker gilt: {\displaystyle P} ist genau dann absolut stetig bezüglich eines σ-endlichen Maßes {\displaystyle \lambda }, wenn alle {\displaystyle P_{\vartheta }\in {\mathcal {P}}_{L}} absolut stetig bezüglich {\displaystyle \lambda } sind.
- Bezeichnet man mit {\displaystyle {\mathcal {P}}_{L}(P)} die von {\displaystyle P} erzeugte Lokationsklasse, so gilt {\displaystyle {\mathcal {P}}_{L}(P^{\otimes n})={\mathcal {P}}_{L}(P)^{\otimes n}}.
- Jede Lokationsklasse ist eine Q-invariante Verteilungsklasse bezüglich

{\displaystyle {\mathcal {Q}}:=\{T_{\vartheta }\,|\,\vartheta \in \mathbb {R} \}{\text{ mit }}T_{\vartheta }(x)=x-\vartheta \cdot \mathbf {1} }.